# 石栗勉
石栗 勉（いしぐり つとむ）は、日本の外交官、国際公務員、政治学者。2003年から2008年3月まで国際連合アジア太平洋平和軍縮センター所長を経て、2008年4月から京都外国語大学外国語学部国際教養学科教授。

## 経歴・人物
新潟県出身。早稲田大学法学部を卒業して、1972年（昭和47年）外務省に入省した。在ジュネーブ軍縮会議日本代表部一等書記官などを経て、1987年（昭和62年）国際連合軍縮局に入る。1992年（平成4年）国連アジア太平洋平和軍縮センター所長に就任する。以降、広島、長崎、金沢など日本の主要都市やネパールの首都カトマンズなどで国連軍縮会議を19回に渡り主催した。2006年（平成18年）9月に締結された中央アジア非核兵器地帯条約の交渉過程において、当初から主導的な役割を担った。。
2008年（平成20年）4月から京都外国語大学外国語学部国際教養学科教授。

## 同期
- 天野之弥（09年国際原子力機関事務局長・05年在ウィーン国際機関日本政府代表部大使）
- 小松一郎（13年内閣法制局長官・11年駐フランス大使・08年駐スイス大使・05年外務省国際法局長・03年外務省欧州局長）
- 武藤正敏（10年駐韓大使・07年駐クウェート大使）
- 小島誠二（12年関西担当大使・10年駐タイ大使・09年儀典長・08年科学技術協力担当大使・06年駐パキスタン大使）
- 神余隆博（12年関西学院大学副学長・08年駐ドイツ大使・06年国連大使（次席））
- 高橋文明（09年駐スペイン大使・03年駐カンボジア大使）
- 野本佳夫（08年駐スロバキア大使）
- 石川薫（日本国際フォーラム研究本部長・10年駐カナダ大使・07年駐エジプト大使・05年外務省経済局長）
- 伊藤誠（10年駐ブルガリア大使・06年駐タンザニア大使）
- 近藤誠一（10年文化庁長官・08年駐デンマーク大使・06年ユネスコ大使）
- 橋広治（10年駐パプアニューギニア大使）
- 峯村保雄（11年駐エルサルバドル大使）
- 肥塚隆（13年迎賓館長・10年駐オランダ大使・07年宮内庁式部副長・04年駐ホンジュラス大使）
- 山口英一（10年駐バチカン大使・07年駐コスタリカ大使）
- 横田順子（10年駐ラオス大使）
- 佐藤英夫（11年駐イスラエル大使・09年駐バーレーン大使・08年駐アフガニスタン大使）
- 二階尚人（14年駐チリ大使・11年駐ガーナ大使）
- 松原昭（12年駐マリ大使）
- 荒木喜代志（11年駐トルコ大使・09年COP10担当大使・08年国際テロ対策担当大使）